# Olympische Jugend-Winterspiele 2016/Teilnehmer (Mongolei)
| Gelbes Symbol für Goldmedaillen mit stilisierten Olympischen Ringen | Graues Symbol für Silbermedaillen mit stilisierten Olympischen Ringen | Braundes Symbol für Bronzemedaillen mit stilisierten Olympischen Ringen |
| ------------------------------------------------------------------- | --------------------------------------------------------------------- | ----------------------------------------------------------------------- |
| 1                                                                   | —                                                                     | —                                                                       |

Die Mongolei nahm an den Olympischen Jugend-Winterspielen 2016 in Lillehammer mit zwei Athleten in zwei Sportarten teil.

## Sportarten

### Eisschnelllauf
| Athleten              | Wettbewerb  | Durchgang 1 | Durchgang 1 | Durchgang 2 | Durchgang 2 | Gesamt      | Gesamt |
| Athleten              | Wettbewerb  | Zeit        | Rang        | Zeit        | Rang        | Zeit        | Rang   |
| --------------------- | ----------- | ----------- | ----------- | ----------- | ----------- | ----------- | ------ |
| Mädchen               |             |             |             |             |             |             |        |
| Bujantogtochyn Sumjaa | 500 m       | 43,38 s     | 23          | 42,91 s     | 21          | 86,295 s    | 21     |
| Bujantogtochyn Sumjaa | 1500 m      |             |             |             |             | 2:18,42 min | 24     |
| Bujantogtochyn Sumjaa | Massenstart |             |             |             |             | 6:05,11 min | 21     |
| Bujantogtochyn Sumjaa | Teamsprint  |             |             |             |             | 1:57,85 min | Gold   |

### Skilanglauf
| Athleten                | Wettbewerb       | Qualifikation | Qualifikation | Viertelfinale      | Viertelfinale      | Halbfinale         | Halbfinale         | Finale             | Finale             |
| Athleten                | Wettbewerb       | Zeit          | Rang          | Zeit               | Rang               | Zeit               | Rang               | Zeit               | Rang               |
| ----------------------- | ---------------- | ------------- | ------------- | ------------------ | ------------------ | ------------------ | ------------------ | ------------------ | ------------------ |
| Jungen                  |                  |               |               |                    |                    |                    |                    |                    |                    |
| Adijabaatar Otschirsüch | Cross            | 3:43,82 min   | 48            |                    |                    | nicht qualifiziert | nicht qualifiziert | nicht qualifiziert | nicht qualifiziert |
| Adijabaatar Otschirsüch | Sprint klassisch | 3:33,53 min   | 43            | nicht qualifiziert | nicht qualifiziert | nicht qualifiziert | nicht qualifiziert | nicht qualifiziert | nicht qualifiziert |
| Adijabaatar Otschirsüch | 10 km Freistil   |               |               |                    |                    |                    |                    | 28:07,5 min        | 41                 |